# Cayaponia macrocalyx
Cayaponia macrocalyx är en gurkväxtart som beskrevs av Hermann August Theodor Harms. Cayaponia macrocalyx ingår i släktet Cayaponia och familjen gurkväxter. Inga underarter finns listade i Catalogue of Life.